# Inscutomonomma pseudolatum
Inscutomonomma pseudolatum es una especie de coleóptero de la familia Monommatidae.

## Distribución geográfica
Habita en Namaqualand (África).